# Nikodimos Kabarnos
Nikodimos Kabarnos  (en griego, Νικόδημος Καβαρνός) es un monje, cantante y concertista de música religiosa bizantina , nacido en Mitilene (isla de Lesbos, Grecia), donde cursó los estudios de secundaria.

## Datos biográficos
Nikodimos Kabarnos se graduó en la Escuela Superior Eclesiástica y en la Facultad de Teología de la Universidad Nacional y Kapodistríaca de Atenas. Posteriormente, se matriculó en el Instituto Técnico de Cefalonia para estudiar música. Es, así mismo, director de cine y televisión, habiendo colaborado en producciones de cadenas privadas. Ha cantado desde niño en coros de iglesias y ha tenido como maestros a Georgios Mihalleli, Dionisios Iliopulos y Spiridon Pavlaki, entre otros.
Una vez que entró en el monasterio, fue ordenado hieromonje y nombrado archimandrita el 2 de febrero de 2009, siendo destinado al Arzobispado de Atenas y dedicándose a impartir clases de música bizantina.
Participa como solista en numerosos festivales y eventos de diferentes países y tiene varias grabaciones, siendo uno de los intérpretes de música bizantina más mediáticos 

## Discografía
- Ω γλυκύ μου έαρ (2011).
- Συναυλία βυζαντινής εκκλησιαστικής μουσικής (2011).
- Υμνοι Χριστουγέννων Πρωτοχρονιάς & Θεοφανίων (2011).
- Παρακλητικός Κανών εις τον Τίμιον Σταυρόν (2012).